# Кон Лян
Кон Лян (кит.: 孔亮; нар. 12 травня 1986) — китайський борець греко-римського стилю, бронзовий призер чемпіонату Азії.

## Життєпис
Боротьбою почав займатися з 2001 року.
Виступав за борцівський клуб Шаньдуну. Тренери — Фу Цзян-ху, Ю Йон-тхе.

## Спортивні результати на міжнародних змаганнях

### Виступи на Чемпіонатах світу
| Змагання                        | Збірна | Вагова категорія                 | Місце |
| ------------------------------- | ------ | -------------------------------- | ----- |
| Чемпіонат світу з боротьби 2014 | КНР    | греко-римська боротьба, до 85 кг | 18    |

### Виступи на Чемпіонатах Азії
| Змагання                       | Збірна | Вагова категорія                 | Місце  |
| ------------------------------ | ------ | -------------------------------- | ------ |
| Чемпіонат Азії з боротьби 2014 | КНР    | греко-римська боротьба, до 85 кг | 7      |
| Чемпіонат Азії з боротьби 2016 | КНР    | греко-римська боротьба, до 85 кг | Бронза |

### Виступи на інших змаганнях
| Змагання                         | Збірна | Вагова категорія                 | Місце |
| -------------------------------- | ------ | -------------------------------- | ----- |
| Кубок Тахті 2015                 | КНР    | греко-римська боротьба, до 85 кг | 11    |
| Золотий Гран-прі з боротьби 2016 | КНР    | греко-римська боротьба, до 85 кг | 11    |